# Джем’Хадар
Джем’Хадар (англ. Jem'Hadar) — вымышленная гуманоидная раса в научно-фантастическом сериале Звёздный путь: Глубокий космос 9, впервые появляются в эпизоде «Джем’Хадар».

## Общая информация
Джем’Хадар — ударные войска могущественного Доминиона, расположенного в Гамма-квадранте. Генетически спроектированные для силовых акций, они весьма недолговечны и верят, что «победа — это жизнь». Они созданы для того, чтобы воспринимать Основателей (метаморфов, управляющих Доминионом) как богов и не способны причинить им вред. Количество Джем’Хадар неизвестно, но они производятся тысячами по мере необходимости.

## Зависимость
Взрослые Джем’Хадар время от времени вынуждены принимать препарат кетрацел-вайт, который снабжает организм питательными элементами и особым ферментом, намеренно изъятым из их метаболизма. Таким образом обеспечивается их постоянная лояльность к Основателям и их слугам из расы Ворта. При недостатке кетрацел-вайта у Джем’Хадар нарушается система кровообращения, начинаются мышечные спазмы, они становятся неуправляемыми, начинают нападать друг на друга и на собственных начальников.

## Создание
Авторы Deep Space Nine хотели показать в Джем’Хадар «больше, чем просто ещё один внушающий страх вид инопланетян», поэтому искали для их дизайна концепции, изображающие «прочность и устойчивость». Окончательный вариант дизайна был основан на внешнем виде носорога, с некоторыми добавлением черт цератопсов. Первоначально авторы исходили из того, что все Джем’Хадар были клонами, поэтому первые Джем’Хадар, показанные в сериале, выглядели одинаково, но по мере углубления участия в сюжете каждый Джем’Хадар обрёл особое лицо.